# Humboldt (Saskatchewan)
Pour les articles homonymes, voir Humboldt.
Humboldt est une ville canadienne de la province de la Saskatchewan à 100 km à l'est de Saskatoon, dans les Prairies. Elle compte 6 033 habitants en 2021. C'est un centre de service et d'industrie légère au profit de son arrière pays agricole. Sa fondation remonte à 1878, en tant que station télégraphique. Elle conserve quelques bâtiments historiques remarquable comme l'hôtel des postes ou le tribunal. 

## Situation
Humboldt est une ville située au nord des Prairies saskatchewanaises à une latitude légèrement supérieure à celle de Saskatoon. Elle s'établit à 569 m d'altitude. Du point vue hydrographique, elle se situe dans le bassin versant endoréique du lac Humboldt. La ville est un carrefour routier à l'intersection des routes provinciales 20 et 5. La route 20 relie Régina (215 km) à Prince Albert (140 km), tandis que la route 5 relie Saskatoon (100km) à Kamsack (240 km) et Togo (270 km) ,.

## Histoire
La naissance de la ville de Humboldt remonte à 1878 avec la création d'une station télégraphique sur la piste Carlton qui prend le nom de Humboldt Telegraph Station en l'honneur du naturaliste allemand Alexander von Humboldt. Entre avril et juillet 1885, la station est fortifiée et sert de dépôt militaire au général Middleton qui prépare la répression de la révolte des Métis menée par Louis Riel. La station cesse de fonctionner en 1923. La région se développe d'abord grâce à l'arrivée d'une communauté bénédictine en 1903, puis avec l'entrée en fonction de la ligne de chemin de fer entre Régina et Rosthern par la CNoR. Humboldt adopte le statut municipal de ville en 1907 alors que sa population atteint 425 habitants. En 2000, elle prend le statut de cité,.
La ville a conservé quelques édifices anciens qui bénéficient d'une reconnaissance patrimoniale :
- La poste : l'édifice de brique rouge a deux étages[a] dont un mansardé, un beffroi marque l'angle sur la rue principale avec ses quatre horloges au troisième et dernier étage ainsi qu'une double l'entrée principale en rez-de-chaussée, il est classé lieu historique national, c'est depuis 1982 un musée[5],[6] ;
- Le tribunal provincial : il est construit en pierre et brique dans un style édouardien classique, avec un étage[a], bâtit entre 1914 et 1920, il hébergeait aussi le bureau des titres fonciers[7] ;
- La gare du Canadien National : l'édifice comprend un rez-de-chaussée avec une partie en étage[a] mansardée, la construction à ossature bois remonte à 1905 par le chemin de fer canadien du nord (CNoR)[8] ;
- Le château d'eau : tour cylindrique de bois et d'acier de 30 m de haut, évoquant un phare, construite en 1914, en fonction de 1914 à 1977[9].

|                                  |
| La station de télégraphe (1878). |

|                          |
| Le château d'eau (1914). |

|                                |
| Le tribunal provincial (1920). |

|                                  |
| La gare de chemin de fer (1905). |

## Démographie
Humboldt connaît une croissance démographique dans les années 1970 puis à nouveau depuis le milieu des années 2000. Au recensement de 2021, sa population atteint 6033 habitants pour 13,3 km2 de superficie tandis que la population de la municipalité rurale de Humboldt n°370 atteint 961 habitants pour une superficie de 780 km2.

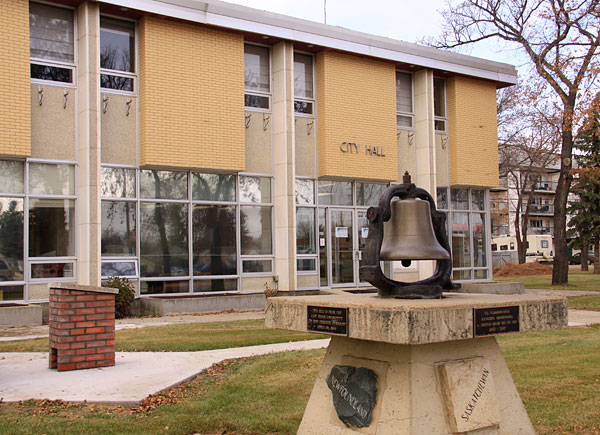
Hôtel de ville de Humboldt

| 1971  | 1976  | 1981  | 1986  |
| ----- | ----- | ----- | ----- |
| 3 923 | 4 265 | 4 705 | 5 089 |

| 1991  | 1996  | 2001  | 2006  |
| ----- | ----- | ----- | ----- |
| 4 989 | 5 074 | 5 161 | 4 998 |

| 2011  | 2016  | 2021  | - |
| ----- | ----- | ----- | - |
| 5 678 | 5 869 | 6 033 | - |

## Administration
La municipalité a le statut de cité. Elle est dirigée par un maire et six conseillers,
| 2016-2020  | 2020-2024      | 2024-2028  |
| ---------- | -------------- | ---------- |
| Rob Muench | Michael Behiel | Rob Muench |
| [ 17 ]     | [ 18 ]         | [ 19 ]     |

## Économie
L'économie de Humboldt est portée par les services à l'agriculture régionale, centrée sur la polyculture et l'élevage porcin. La mine de potasse de Jansen est en cours d'ouverture (mi-2027),. La ville est au centre du "Triangle de fer" (Iron Triangle), une région qui comprend plusieurs entreprises travaillant le métal, en particulier dans la fabrication d'équipements agricoles. À Humboldt même, est localisé une entreprise de carrosserie poids lourds : Commercial Industrial Manufacturing (CIM) ainsi qu'un organisme de recherche et développement dédié : le Prairie Agricultural Manufacturing Institute (PAMI).

## Sports
L'équipe de hockey junior locale est les Broncos de Humboldt. L'équipe a vécu une tragédie le 6 avril 2018 quand son autobus eut un accident qui entraina le décès de 15 personnes de l'équipe.

## Personnalités
- Cori Bartel (1971- ) : curleuse née à Humboldt ;
- Cyril Mac Donald (1928-2015) : politicien libéral saskatchewanais, né à Humboldt ;
- Michael Hopfner (1947-2009) : politicien progressiste-conservateur saskatchewanais, né à Humboldt
- Kyle Mac Laren (1977- ) : hockeyeur sur glace, né à Humboldt ;
- Tony Leswick (1923-2001) : hockeyeur sur glace, né à Humboldt ;
- Lyndon Rush (1980- ) : bobeur, né à Humboldt ;
- Dustin Tobarski (1989- ) : hockeyeur sur glace, né à Humboldt ;
- Brendan Witt (1975- ) : hockeyeur sur glace, né à Humboldt ;
- Jeremy Wotherspoon (1976- ) : patineur de vitesse, né à Humboldt.